# 546842 Ruanjiangao
546842 Ruanjiangao è un asteroide della fascia principale. Scoperto nel 2011, presenta un'orbita caratterizzata da un semiasse maggiore pari a 2,8479509 au e da un'eccentricità di 0,1857222, inclinata di 6,54269° rispetto all'eclittica.
L'asteroide è dedicato all'astronomo cinese Ruan Jiangao.